# Чудовища Франкенштейна: Санда против Гайры
Чудовища Франкенштейна: Санда против Гайры (яп. フランケンシュタインの怪獣 サンダ対ガイラ Фуранкэнсютайн но кайдзю: Санда тай Гайра) — японский кайдзю-фильм режиссёра Исиро Хонды. Является сиквелом фильма «Франкенштейн против Барагона». Сюжет фильма разворачивается вокруг битвы двух исполинов — Санды и Гайры (к обоим также применяется понятие Гаргантия), которые появились из радиационных клеток монстра Франкенштейна, убитого в предыдущем фильме. Также это третий и последний фильм с участием Оодако. Фильм является частью франшизы о Годзилле, хотя здесь он не появлялся. Мировая премьера состоялась 31 июля 1966 года.
На DVD фильм был выпущен 9 сентября 2008 года.

## Сюжет
В пригородную больницу попадает спасённый в море в состоянии шока матрос. Едва собравшись с мыслями, он рассказывает докторам и следователям о том, как накануне его яхта была застигнута в море тайфуном, а вскоре атакована гигантским спрутом. Чудовище могло бы и потопить судно, если бы не появился Франкенштейн, уничтоживший спрута после короткой битвы. После этого Франкенштейн потопил яхту, выловил и съел всех людей, только одному ему удалось спастись. Следователи не верят истории матроса, считая, что Франкенштейн скрылся и уже никогда не покажется.
На следующий день в широком заливе на глазах у толпы появившийся из воды огромный зелёный великан топит корабль. Это привлекает внимание полицейских, но некоторое время никаких результатов расследование не приводит. Ближе к вечеру тот же самый великан появляется из моря уже вблизи расположенного в прибрежной зоне аэропорта, где, сея невообразимую панику, начинает ловить и пожирать людей. Однако вскоре он неожиданно, будто чего-то испугавшись, бегом возвращается в море.
Известия о странном монстре, очень напоминающего Франкенштейна, вскоре доходят до учёных-генетиков Юдзо Мадзида и Акеми Тагава, ранее занимавшихся изучением Франкенштейна. К ним заявляется следователь и задаёт ряд вопросов по поводу возможности выживания Франкенштейна после схватки с Оодако. Акеми и Юдзо категорически отрицают то, что объявившийся новый монстр является Франкенштейном, поскольку их объект изучения не охотился на людей.
Некоторое время спустя зелёный монстр появляется вновь, полученный образец его ткани доставляют Юдзо и Акеми. Они исследуют его и приходят к выводу, что это появившееся из клеток Франкенштейна новое существо, которому присваивается имя Гайра.
Позже выясняется, что Гайра боится солнечного света и долго не может находиться вне воды, что решают использовать против него. Гайру удаётся заманить на сушу, в лес, где на него начинают атаку военные силы. Ракеты и мазерные лучи не могут остановить Гайру, только электрические волны, пущенные по реке, действуют на него негативно. Гайра начинает слабеть, но тут внезапно появляется другой, похожий на него монстр, но с коричневой шерстью. Он вытаскивает Гайру из воды и они вместе скрываются в лесу.
Когда Акеми и Юдзо узнают о случившемся, они приходят к выводу, что новый монстр тоже является потомком Франкенштейна, но обитает он не в воде, а в горах. Ему дают имя Санда.
В поисках монстров Юдзо и Акеми отправляются в Японские Альпы, где вскоре находят Санду и Гайру. Гайра ведёт себя очень агрессивно и чуть ли не нападает на Санду, но тот сгоняет его в горное озеро. Акеми едва не падает в пропасть, но подоспевший ей на помощь Санда помогает ей выбраться. Санда, оказывается, унаследовал от Франкенштейна не только внешность, но и миролюбивый характер.
По возвращении в город Акеми и Юдзо убеждают военных не нападать на Санду, а атаковать Гайру, на что даётся согласие.
Гайра появляется в Токио. Несмотря на то, что всюду включён отпугивающий его свет, Гайра в ярости начинает всё крушить. Вскоре появляется Санда и сначала пытается увести оттуда брата без стычек. Но сражение неизбежно — завязывается схватка Гаргантий.
Битва идёт с переменным успехом, оказавшиеся случайно поблизости Акеми и Юдзо чудом остаются в живых, а с наступлением утра оба монстра скрываются в океане. Вскоре до Акеми и Юдзо доходит новость что Санда и Гайра были замечены сражающимися в открытом океане, но оба они погибли, попав в зону действия подводного вулкана.

## В главных ролях
- Кэндзи Сахара[англ.] — Юдзо Мадзида
- Кюми Мизуно[англ.] — Акеми Тогава
- Расс Тэмблин — Пол Стюард
- Ю Секидо — Санда
- Харуо Накадзима — Гайра

## Показанные чудовища
- Санда (サンダ, от яп. san — «гора») — появившийся из клеток Франкенштейна гигантский монстр с густой коричневой шерстью, живущий в горах. Отличается добродушным нравом, не питает никакой ненависти к людям, иногда даже помогает им. Хотел помочь спастись своему брату Гайре, но вместо этого пришлось вступить с ним в бой. Умеет плавать, хотя и живёт в дали от воды. Рост 30 м, вес 15 000 т.
- Гайра (ガイラ, от яп. kai — «море») — тоже появившийся из клеток Франкенштейна монстр с зелёной шерстью, напоминающей водоросли, главный антагонист фильма. Живёт не в горах, а в море, хотя может существовать и на суше, но только в тёмное время суток, так как не переносит яркого дневного света. Является свирепым хищником, нападающим на всех, кого может съесть, в том числе и людей. Также чувствителен к электричеству. Питает агрессию даже к родному брату Санде. Рост 25 м, вес 10 000 т.
- Оодако — гигантский осьминог с размахом щупалец в 30 м, впервые появившийся в фильме «Кинг-Конг против Годзиллы». В конце предыдущего фильма утопил Франкенштейна, здесь же в самом начале был убит Гайрой. Хотя Оодако — типично морское животное, в предыдущих фильмах он был показан передвигающимся по суше. Все враги Оодако являются приматами — Кинг-Конг, Франкенштейн и Гайра. Это третий и последний фильм, где появлялся этот монстр.

## В американском прокате
Международная версия фильма была показана Toho в Гонконге. В США фильм был выпущен, как обычно, намного позже, в 1970 году под названием «The War of the Gargantuas ». В американском варианте присутствует несколько бонусных сцен, снятых дополнительно с участием актёра Раса Тэмблина, из-за чего фильм получился длиннее на 2 минуты. На постере 1970 года вместе с Сандой и Гайрой изображены персонажи из другого кайдзю-фильма «Годзилла против Монстра Зеро».
Из фильма «Франкенштейн против Барагона» в американском варианте первоначально была вырезана сцена схватки Франкенштейна с Оодако. В этом же фильме Оодако был сохранён.
Изменённая американская версия была выпущена «Gateway Home Video» в 1992 году.